# Australska patka
Australska patka (lat. Aythya australis) je jedina prava patka ronilica koja živi u Australiji. 

## Rasprostranjenost i stanište
Najrasprostranjenija je u jugoistočnoj Australiji. Također obitava i u Novoj Gvineji i Novom Zelandu, te još nekim pacifičkim otocima, gdje nekad ostanu na dulje vrijeme, čak i dvije sezone gniježdenja. Živi u slatkovodnim močvarama ili zaklonjenim estuarijima. Opće pravilo je da izbjegava obalne vode. Rijetko se viđa na kopnu.

## Opis
Tvrdoglavka je patka srednje veličine, 45-60 cm. Teška je 850 grama. Čokoladnosmeđe je boje. Donji dio krila je bijel, obrubljen smeđom bojom. Prsa su bijela. Kljun ima blijedoplavi vrh. Mužjaci imaju izrazito bijelu šarenicu, dok je ženkama smeđa.

## Životne navike
Ova patka hranu traži ronjenjem. Uskače u vodu prema naprijed, jednostavno spušta glavu i potiska isprepletene noge prema dolje. Bez problema roni i do dubine od 40 metara ispod vode. U vodi često ostane i dulje od minute. Hrani se vodenim biljkama i životinjama, osobito dagnjama i kamenicama.
Gnijezdi se u niskoj, bujnoj vegetaciji, unutar ili u blizini vode. Gnijezdo je napravljeno od trstike, štapića i vegetacije. Gnijezdo pravi ženka koja polaže 9-13 jaja. Inkubacija traje 32 dana. Za vrijeme inkubacije mužjak se sklanja od gnijezda i mitari se. Nakon što se izlegne, pačić teži 29.5 grama.

## Vanjske poveznice
|  | Zajednički poslužitelj ima stranicu o temi Aythya australis    |
|  | Zajednički poslužitelj ima još gradiva o temi Aythya australis |
|  | Wikivrste imaju podatke o taksonu Aythya australis             |